# La Mamounia
O Hotel de la Mamounia, comumente chamado La Mamounia, é um hotel cinco estrelas localizado em Marrocos. De frente para as montanhas do Atlas, está localizado no coração da cidade velha de Marraquexe, a oeste. Tal como o Jardim Majorelle, a mesquita Koutoubia ou a praça Jemaa el-Fna, este palácio é considerado por muitos como um lugar "mítico" da cidade. É propriedade da cidade de Marraquexe e da Fundo de Depósito marroquina.

## História
As muralhas circundam o local, pertencentes ao califa Abdal-Mou'min, o primeiro dos almóadas, do século XII. No século XVIII, o que é hoje La Mamounia é um pomar ou jardim situado nas muralhas da cidade velha, pertencente ao sultão alaouita Sidi Mohammed Ben Abdellah e sua esposa Lalla Fatima. Ele projetou os jardins para seu filho o príncipe Mamoun, e os deu a ele como presente de casamento. O nome "Arsal el-Mamoun" é então dado pelo príncipe, um nome que se torna "Arsat Mamounia". Um sistema de irrigação eficiente está presente lá.
O primeiro edifício que será seguido por vários outros, o Pavilhão da Mamounia, mais tarde chamado de "Palácio La Mamounia", aparece no século XIX e parece "casa burguesa localizada no meio do deserto"; este foi destruído por volta de 1922. Mas a ideia de um grande hotel surgiu por volta de 1920. No ano seguinte, Albert Laprade assinou os primeiros planos para a futura construção. A partir de 1917, Albert Laprade já fizera esboços dos jardins. O seu projeto foi seguido de um segundo por Robert Lièvre; mas ambos os projetos não deram frutos. Em 1923, os arquitetos Henri Prost e Marchisio dirigiram o início das obras do hotel e de seus cinquenta quartos em um único andar, em nome do Escritório Nacional de Ferrovias (ONCF), o proprietário do projeto. Jacques Majorelle decorou o salão que leva seu nome, salão este que é na verdade é o hall de entrada original. Em 1925, o hotel, com a sua decoração sóbria e moderna, e ocupando um edifício central com uma única ala denominada "Ala Koutoubia", é inaugurado. Leva o sobrenome feminino de La Mamounia. O nome original do hotel em 1923 era “La Mamounia, Transatlantique et CTM”. Inicialmente o local era bastante reservado para estadias longas e os hóspedes traziam os seus próprios móveis.

### Durante o reinado de Hassan II
A mando do Rei Hassan II, inicialmente em 1977, uma primeira reforma foi realizada em nove meses pelo jovem arquiteto marroquino Aziz Lazrak e pelo decorador francês Jean-Louis Chollet, que trabalhou ao lado dele. Na época, eles foram aconselhados pelo arquiteto do rei, Jean-Emile Duhon. A esta primeira intervenção segue-se a de André Paccard, "decorador do rei", que renovou o hotel em cinco meses, no final da década de 1980, as obras de renovação ocorrendo 24 horas por dia, com milhares de trabalhadores. A arquitetura teve uma mistura de decoração art déco e tradição marroquina, e acrescentou um quarto andar, uma ala adicional, bem como um casino. O hotel tinha então 200 quartos. Catorze anos depois, foi Alberto Pinto quem empreendeu outra renovação; desde o fim da Segunda Guerra Mundial, quando o hotel duplicou o número de quartos para 100 e acrescentou uma segunda ala, esta é a quinta renovação que La Mamounia recebeu.
Tal como o seu pai, 20 anos antes, o rei Mohammed VI está a promover a restauração do local e La Mamounia fechou suas portas em 2006. Os móveis, poltronas, quadros, candeeiros, roupa de cama e até as carruagens foram vendidos em leilão três anos mais tarde, durante o primeiro semestre de 2009.

### 2009: Outra reforma
Em setembro de 2009, após três anos e 120 milhões de euros de trabalho, La Mamounia abriu suas portas para uma atmosfera de claro-escuro e meios-tons, criada por Jacques Garcia, um decorador conhecido, entre outras coisas, por sua criação do Hôtel Costes em Paris. A reforma recria os salões de antes da reforma dos anos 1980, e adota uma nova decoração em estilo hispano-mourisco. Composto por mais de 200 “quartos” e com um aumento notável nos preços, sendo 135 ou 136 quartos, 71 suítes, mais 3 riads com 3 quartos cada e piscina privativa. Com um aumento notável nas tarifas, o hotel vê sua piscina ampliada, e 2.500m² são alocados para o spa da marca Shiseido, que inclui várias salas de tratamento, duas piscinas de ozônio e três hammams. O palácio empregava então cerca de 800 pessoas no total e agora concede um prêmio literário cujo objetivo é promover a literatura franco-marroquina. Todos os livros que participam deste prêmio enriquecem a biblioteca do hotel.

### 2018: Rumo à privatização de La Mamounia
A revista americana Conde Nast Traveler classificou o hotel no topo do ranking dos melhores hotéis do mundo e do ranking dos melhores hotéis da África.
Em novembro de 2018, Mustapha El Khalf, porta-voz do governo e Ministro Delegado para Relações com o Parlamento e a Sociedade Civil, anunciou que o governo iniciaria um processo de privatização do hotel (assim como da usina elétrica de Tahaddart). Rabat estimou que a privatização renderá seis bilhões de dirhams.
Uma nova renovação, realizada por Patrick Jouin e Sanjit Manku, que foi realizada em 2020 e 2023, com o surgimento de um cinema e também de uma biblioteca de vinhos.

## Restaurantes e jardins

### Restaurantes
La Mamounia tem quatro restaurantes: Jean-Georges Vongerichten é o Chef do Restaurante L'italien e do Restaurante l'asiatique, e Rachid Agouray para especialidades marroquinas, bem como um buffet mediterrâneo. Uma horta de 1.500m² oferece uma grande variedade de vegetais.

### Jardins
Compostos por oliveiras, palmeiras, roseiras, jacarandás, laranjeiras, pinheiros-de-alepo, buganvílias, loendros e, além de uma alameda de 80 cactos, os jardins ocupam uma área de oito hectares, dentro de uma propriedade de quinze hectares no total, e são mantidos por 70 jardineiros. O Minarete Koutoubia, juntamente com os picos nevados das Montanhas Atlas, são visíveis além dos jardins.

## Personalidades
Ao longo da sua história, o palácio viu passar muitas personalidades: "políticos, empresários, estrelas de cinema, escritores ou jornalistas". Maurice Ravel tocava piano ali, Winston Churchill pintava e bebia ali, dando seu nome ao bar do hotel. Diz-se que o General de Gaulle dormiu ali por uma única noite em uma cama feita sob medida devido à sua altura. Pierre Joxe e Pierre Bérégovoy lutaram ali, Philippe Douste-Blazy e Dominique Cantien tinham uma cena doméstica ali, Arielle Dombasle e Bernard-Henri Lévy eram clientes regulares ali, Dominique Strauss-Kahn e Anne Sinclair jantavam ali durante as reformas em seu riad. Violaine Vanoyeke escreveu vários de seus livros lá. Ela se inspirou na arquitetura e nos jardins de La Mamounia para sua propriedade La Pharaonne, no sul da França. Ela também gravou vários de seus programas de televisão lá. Desde 1923, os cantores Joséphine Baker, Maurice Chevalier, Édith Piaf, Ray Charles, Brel, Aznavour, Elton John, Paul McCartney, que compuseram a canção Mamunia ali, presente no álbum dos Wings, Band on the Run. No mundo do cinema com Chaplin, Marlene Dietrich, Danielle Darrieux, Michèle Morgan, Pierre Brasseur, Charlton Heston, Orson Welles, Lelouch, Nicole Kidman, Shay Mitchell, Sophie Marceau ou Sarah Jessica Parker durante as filmagens de Sex and the City 2; a escritora Marguerite Yourcenar, ou Colette, Jean-Edern Hallier, os políticos Richard Nixon, Ronald Reagan, Jack Lang, ou Jacques Chirac.
A vigarista Anna Delvey passou férias lá à custa de uma amiga, um elemento que mais tarde foi usado contra ela durante o seu julgamento.

## La Mamounia e o cinema
Cenas de O Homem Que Sabia Demais, de Hitchcock, foram filmadas lá. Erich von Stroheim visitou para explorar localidades. A partir da década de 1950, o hotel passou a ser usado com mais regularidade para filmagens.
O hotel é um local importante para o Festival Internacional de Cinema de Marrakech.